# Nikon D7500
Nikon D7500 – jednoobiektywowa lustrzanka cyfrowa marki Nikon, przeznaczona dla średnio zaawansowanych fotografów . Model mieści się w klasyfikacji pomiędzy cyfrowymi lustrzankami amatorskimi a profesjonalnymi . Zapisuje zdjęcia w formacie DX i został przedstawiony przez Nikona 12 kwietnia 2017, jest następcą modelu D7200 (premiera: 2 marca 2015).

## Opis
Aparat cyfrowy formatu DX z matrycą CMOS o rozdzielczości 20,9 megapiksela pozbawioną filtra dolnoprzepustowego. Szkielet aparatu jest wykonany całkowicie z włókna węglowego. Posiada tylko jedno gniazdo dla karty pamięci.
Autofokus zastosowany w aparacie posiada 51 pól AF (w tym 15 pól krzyżowych) podobnie jak u poprzednika D7200. Zastosowano w nim procesor obróbki obrazu EXPEED 5. Nowością w tym modelu m.in. jest obecność trybów cichego wyzwalania migawki „Q” i „Qc”, możliwość wyboru innego niż DX obszaru zdjęcia (1.3x), możliwość odchylania ekranu, dotykowy interfejs, elektroniczna poziomica, obsługa bezprzewodowego systemu sterowania błyskiem. Nikon D7500 nie ułatwia pracy z obiektywami bez procesora – nie mierzy bowiem światła i nie zapisuje w EXIF-ie danych dotyczących ogniskowej.
Czułość ISO mieści się w przedziale od 100 do 51200, z możliwością podniesienia do wartości 1640000 . Posiada rozbudowany tryb fotografowania ułatwiający dobranie optymalnych ustawień ekspozycji oraz naukę fotografowania i nagrywania filmów z dźwiękiem w formacie 4K. Ma system automatycznego czyszczenia matrycy, moduł komunikacji bezprzewodowej Wi-Fi zintegrowany poprzez aplikację Nikon SnapBridge, oraz łączności Bluetooth, która umożliwia automatyczne kopiowanie zdjęć z aparatu na urządzenie mobilne.